# Meibomia cuspidata
Meibomia cuspidata là một loài thực vật có hoa trong họ Đậu. Loài này được (Muhl. ex Willd.) Schindl. mô tả khoa học đầu tiên năm 1924.